# L'organizzazione scientifica del lavoro
L'organizzazione scientifica del lavoro (The Principles of Scientific Management) è una monografia scritta da Frederick Taylor nel 1911.

## Struttura dell'opera
La monografia è formata da tre sezioni:
- I Introduzione
- II Fondamenti
- III Principi

### Introduzione
Richiamandosi a una frase di Theodore Roosevelt, nell'Introduzione Taylor afferma che gli Stati Uniti d’America del tempo soffrano a causa dell'inefficienza in quasi tutte le attività quotidiane. Taylor tenta di convincere che il rimedio a questa inefficienza non sta nella ricerca di talenti straordinari, ma nell'organizzazione sistematica, che lui ritiene si tratti di una vera scienza basata su leggi precise, tanto che sono applicabili in tutte le attività umane (case, fattorie, piccole e grandi imprese, chiese, organizzazioni filantropiche, università e organi del governo), dall'individuo alle grandi imprese, con risultati sbalorditivi.
L'opera originariamente era stata preparata per essere presentata alla società americana degli ingegneri meccanici, ma le immagini sembravano appellarsi a chiunque lavorasse in fabbriche o industrie.
Secondo Taylor, nei periodi di peggior crisi economica era inevitabile che subentrasse un nuovo e migliore sistema di organizzazione del lavoro: con ciò il lessico economico entrava a pieno diritto a far parte della storia di qualsiasi organizzazione. Nella prima fase dell'organizzazione scientifica del lavoro si verificava l'aumento della produttività del lavoro o dei servizi, di concerto con l'aumento dei salari a cottimo, con la conseguenza dell'abbassamento dei prezzi e il perdurare della domanda.
La crisi provocava l'aumento della concorrenza riuscendo a mantenere i prezzi inferiori.
Secondo Taylor, infatti, uno dei problemi organizzativi è il divario che separa i lavoratori dai dirigenti. I dirigenti possono indirizzare i lavoratori verso il ruolo più adatto a ciascuno di essi nella misura in cui conoscono le loro caratteristiche personali. A tal proposito Taylor propone l'istituzione di un'équipe dirigenziale formata dal direttore, il vice e alcuni lavoratori elevati al rango di coordinatori. Fermo restando la necessità di introdurre anche un supervisore appositamente per la direzione.

### Fondamenti
Nei Fondamenti, Taylor sostiene che il principale obiettivo dell'organizzazione dovrebbe essere di assicurare la massima prosperità ai dirigenti, che si collega alla massima prosperità dei dipendenti, e ciò può avvenire solo come risultato di una produttività massima. Taylor sostiene che il principale obiettivo sia l'addestramento di ogni lavoratore così che possa svolgere al meglio il lavoro a cui le sue abilità naturali danno accesso.
Taylor scrive nel periodo in cui le industrie stavano creando grossi problemi di gestione e inefficienza dei lavoratori, a cui lui dà tre spiegazioni:
- la convinzione luddista, presente da tempo immemore, che l'aumento di produttività di ogni uomo o macchina comporti il licenziamento di un gran numero di lavoratori;
- la convinzione (allora comune) che il lavoratore potesse trascurare il suo lavoro per tutelare da solo i propri interessi;
- l'inefficienza dei metodi di lavoro empirici (basati sull'esperienza pratica) diffusi nelle ditte che facevano sprecare al lavoratore gran parte dei suoi sforzi.

Taylor sostiene che il calo di prezzo di ogni articolo di uso comune sia la conseguenza quasi immediata di un largo incremento della sua domanda, in contrasto con chi pensa che l'aumento di produzione comporti licenziamenti (secondo Taylor se i prezzi sono bassi il mercato è in grado di assorbire la produzione senza bisogno di licenziamenti).
Quanto all'atteggiamento lavativo dei lavoratori Taylor elenca alcune citazioni sperando che diano una spiegazione esauriente.
Taylor sostiene che la sostituzione di metodologie tratte dall'esperienza con metodologie scientifiche arrecherebbero benefici a proprietari e dipendenti.
L'organizzazione scientifica del lavoro gode di alcuni principi così enunciati dal suo fondatore:
1. apprendimento organizzativo: tramite l'archivio di conoscenze scritte ed orali ovvero tutta la pratica acquisita tramite gli anni di esperienza: diari, registri, osservazioni personali, note, etc.
2. meritocrazia: la selezione e l'assunzione del personale avviene tramite valutazione bio-psichica con periodo di prova teso a valutare il carattere, la natura ed il rendimento per ogni operatore; una volta assunto si continua con progetti di formazione individuali tesi a specializzare le competenze.
3. controllo sociale: accentramento delle risposte e supervisione degli operatori.
4. socializzazione del lavoro: partecipazione degli operatori alla direzione e distribuzione equa di carichi di lavoro tra operatori e dirigenti.

### Principi
Nei Principi, Taylor elenca quattro punti per l'organizzazione:
- Sostituzione dell'empirico con uno studio scientifico dei compiti;
- Selezionare e quindi formare e sviluppare il lavoratore, mentre prima il lavoratore sceglieva la propria mansione e la imparava come meglio poteva;
- Fornire istruzioni dettagliate e una supervisione del rendimento dello specifico compito del lavoratore;
- Dividere il lavoro quasi equamente tra dirigenti e lavoratori, cosicché i dirigenti applichino i principi dell'organizzazione scientifica nella pianificazione del lavoro e i lavoratori svolgano di fatto il compito.

Secondo Taylor, tale combinazione di iniziativa del lavoratore, in combinazione con il nuovo tipo di lavoro svolto dalla gestione, rende la gestione scientifica molto più efficiente rispetto ai piani.
Mentre con il sistema basato sull'iniziativa e gli incentivi dei lavoratori i primi tre punti sono presenti in misura minore, con l'organizzazione scientifica essi diventano la vera essenza dell'intero sistema; con il quarto punto, il problema passa dall'essere tutto sulle spalle dei lavoratori, all'essere per metà sulle spalle dei dirigenti.